# Conradstraat (Amsterdam)

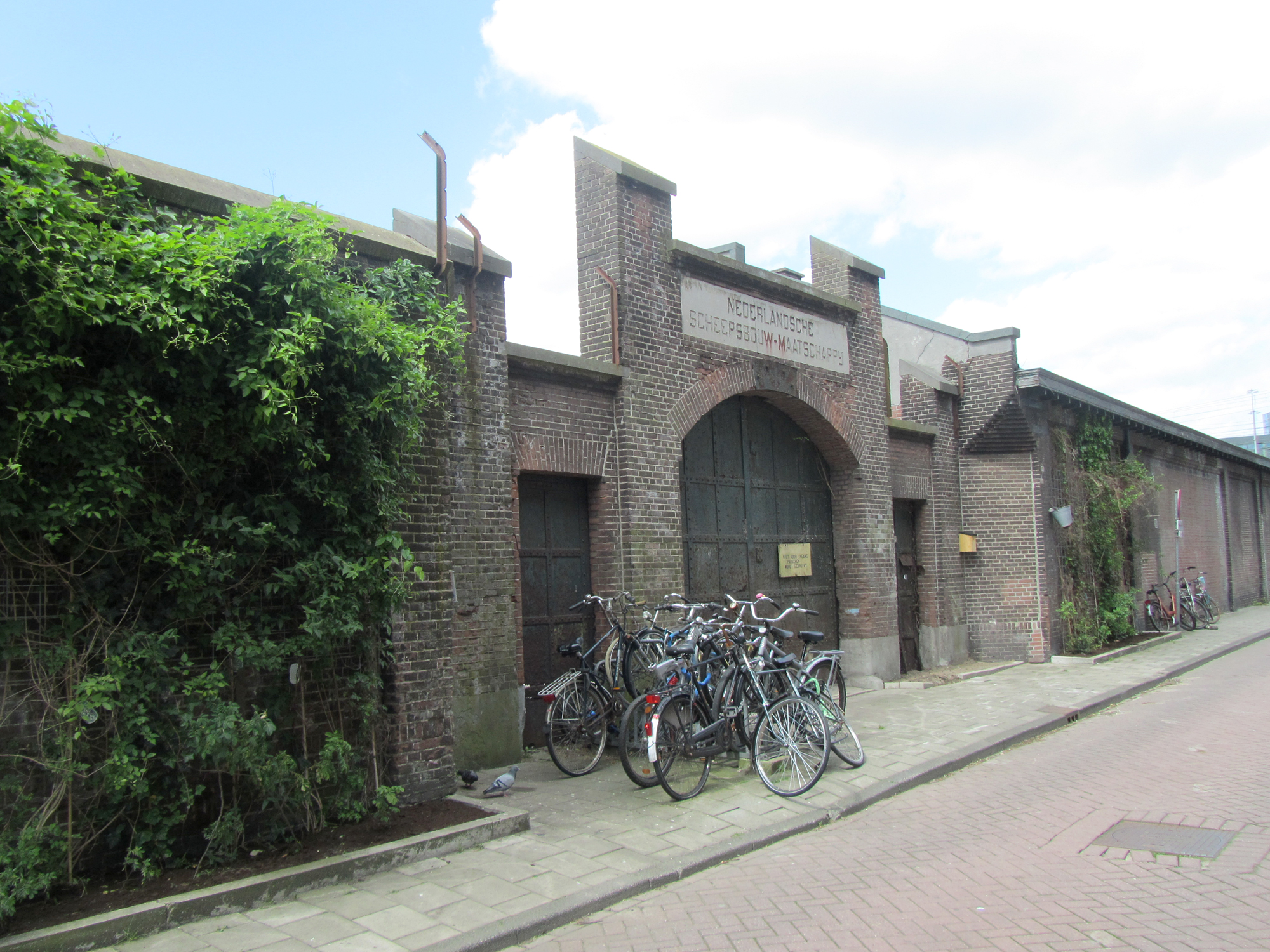
Overblijfselen van de scheepswerf Nederlandsche Scheepsbouw Maatschappij aan de Conradstraat

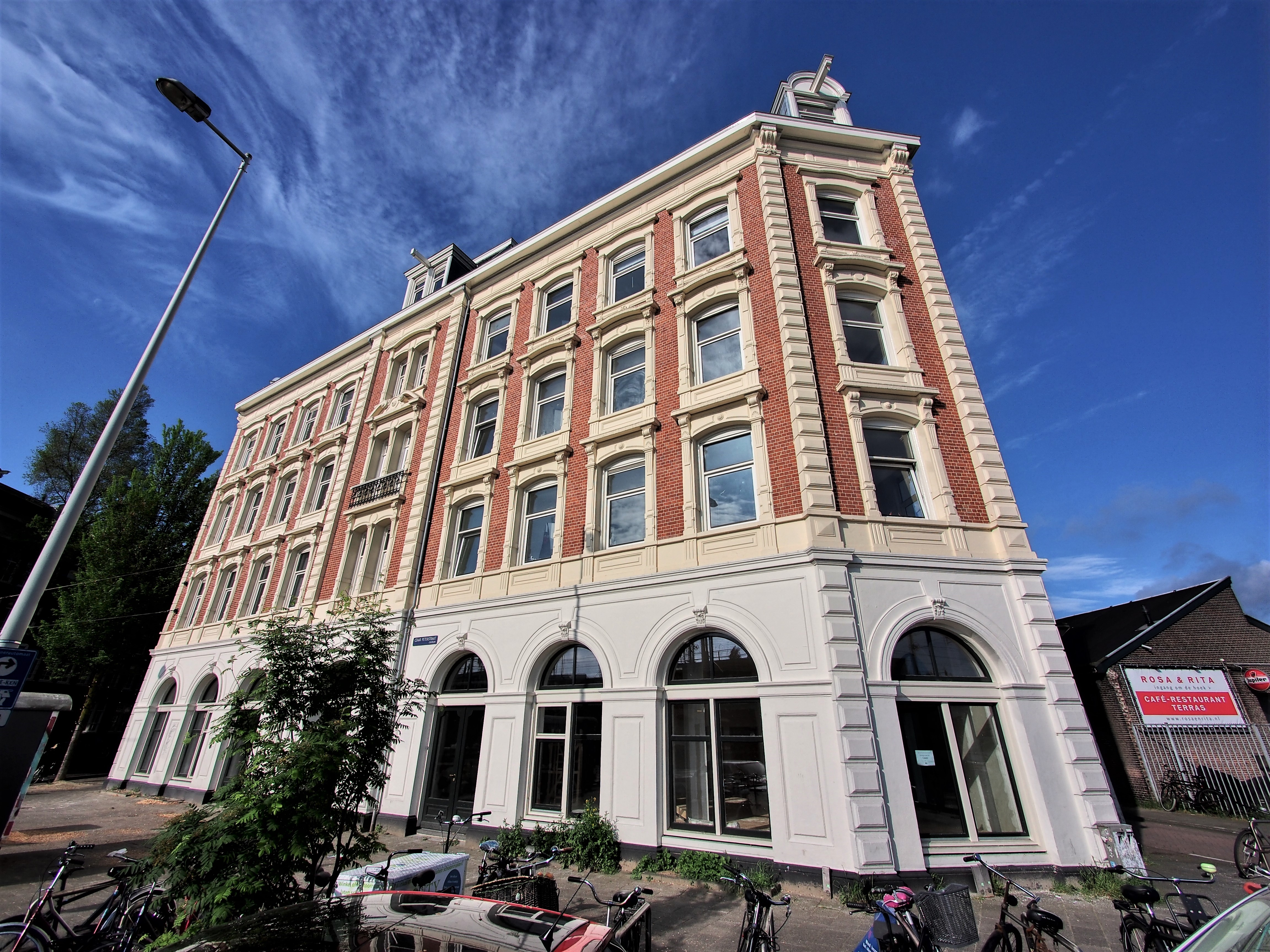
Conradstraat, hoek Czaar Peterstraat, rechts de overblijfselen van de scheepswerf NSM

De Conradstraat is een straat op de Oostelijke Eilanden in het centrum van Amsterdam.

## Geschiedenis
De straat is in 1878 vernoemd naar waterbouwkundige en spoorwegpionier Frederik Willem Conrad (1800-1870). De gehele buurt kent soortgelijke vernoemingen. In 1881 kreeg de verlenging van de straat aanduidingen van Tweede en Derde Conradstraat, pas in 1909 kreeg de oorspronkelijke straat de toevoeging Eerste. In 1939 wilde de gemeenteraad af van de toevoegingen, maar de beslissing daartoe viel in 1943, midden in de Tweede Wereldoorlog. De Conradstraat kreeg haar oorspronkelijke naam terug.
De straat begon tijdens de aanleg aan de Oostenburgergracht en liep van het zuidwesten naar het noordoosten tot aan de Czaar Peterstraat. De Conradstraat loopt echter ook parallel aan die straat, enkele zijstraten van de Cz. Peterstraat dragen namelijk dezelfde naam. De Conradstraat botst aan het eind op de oostelijke spoorlijn.
Oplevering van de huizenblokken begon in 1878. Ze waren bedoeld voor werklui van de scheepswerven op Oostenburg, die er daarvoor ook al waren. In 1828 nam Paul van Vlissingen hier fabriekshallen over die tijdens de Franse overheersing stil lagen. Het bedrijf van Van Vlissingen kende een grote bloei en werd in 1891 overgenomen door de Nederlandsche Fabriek, maar schepen werden er niet meer gebouwd. In 1894 deed de Nederlandsche Scheepsbouw Maatschappij hier haar intrede en begon de scheepsbouw hier weer. In 1917 werd het eind van de Conradstraat betrokken bij het Aardappeloproer. 
In 1922 vertrok de NSM hier weer, het fabrieksterrein werd te klein voor de fabricage van de steeds groter wordende schepen. De woningen waren in snelbouw neergezet en dat eiste vanaf het midden van de jaren 1970 haar tol. De woningen voldeden niet meer aan de eisen, ze waren te klein en verkrotting sloeg toe, net als in soortgelijke wijken als de Kinkerbuurt en De Pijp. Woningen stonden gedurende langere tijd leeg, krakers deden hun intrek. De straat groeide uit tot een waar krakersbolwerk. Aan de oneven zijde van de straat, langs het water, was het Rijkskledingmagazijn gevestigd. Toen dit enorme gebouwencomplex leeg kwam te staan en werd gekraakt, werd het herhaaldelijk met harde hand door de Mobiele Eenheid ontruimd. Er volgde een grootscheepse renovatie. Bijna de gehele straat ging tegen de vlakte en er verrees nieuwbouw, ook op de voormalige terreinen van de scheepswerf.

## Aangezicht 2017
Bij de renovatie verloor de straat haar begin; het stuk van de Oosterburgergracht tot aan Eerste Coehoornstraat werd dwars op de Conradstraat bebouwd. De Conradstraat begon sindsdien met huisnummer 4 aan de even kant en 3 aan de oneven kant. Aan het begin werd het Oostenburgerpark aangelegd. Een deel van de oude bebouwing wist sloop te ontspringen:
- het eerste huizenblok aan even kant Conradstraat 2-4, Czaar Peterstraat 21-23; een blok ontworpen door architect Willem Hamer jr., dat in 2005 bestempeld werd tot gemeentelijk monument
- blokje 68 - 70 , op de hoek van de Eerste Leeghwaterstraat
- huizenblok 104 – 122 van de zijstraat Tweede Leeghwaterstraat
- huisnummer 138
- blok Conradstraat 140, Lijndenstraat 20-28, Czaar Peterstraat 141-173 en Tweede Leeghwaterstraat 1, 1a, 1b van architect H.P. of H.A. Labohm werd in 2005 bestempeld als gemeentelijk monument
- blok Conradstraat 142-158, Czaar Peterstraat 173-231 en Lijndenstraat 11 en 13 van architect H.P. of H.A. Labohm werd in 2005 tot gemeentelijk monument verklaard
- complex Conradstraat 423, voormalige bakkerij voor Amsterdams garnizoen
- gebouw Conradstraat 471; restanten van de scheepswerf met toegangspoort
- een taartpunt aan het eind op de hoek met de Czaar Peterstraat; de omvang wijkt af van de "gemiddelde" huizen in de buurt

Aan het eind van de Conradstraat, pal tegen de spoorlijn, stond ook een klein huizenblok, dat eveneens gesloopt is. Dit is tegenwoordig de toegang tot het INIT-gebouw, waarin gevestigd een aantal bedrijven en krantenredacties; het staat op het voormalige Storkterrein.

## Films
In de Conradstraat zijn in 1983 opnames gemaakt voor de film Ciske de Rat. De straat paste goed in het volkse karakter dat de film moest uitstralen. De opnames vonden onder meer plaats in de woning op Conradstraat 150, dat diende als het huis van de familie Vrijmoeth (onder andere Ciske en zijn moeder). Het straatje op de filmposter uit 1984 (waarop Danny de Munk te zien is die van de kijker wegloopt) is het laatste, nog bestaande stukje van de "oude" Conradstraat. De woning bevindt zich in het laatste blok richting het spoor, vóór de Frans de Wollantstraat op nummer 150 en ziet er in grote lijnen nog steeds zo uit als ten tijde van de filmopnames. Ook de film Het bittere kruid is hier in de omgeving opgenomen, er werd een razzia opgenomen.

## Andere straten in Amsterdam Centrum
- Voor een overzicht per buurt zie: Straten per buurt in Amsterdam Centrum
- Voor een alfabetisch overzicht van Straten in Amsterdam-Centrum